# Secretaría de la Paz de la Presidencia de la República de Guatemala
La Secretaría de la Paz de la Presidencia de la República (SEPAZ) fue el órgano responsable de asegurar que las diversas dependencias del Organismo Ejecutivo en el diseño y ejecución de sus laborales y proyectos fueran congruentes con las políticas del gobierno, para dar cumplimiento a los compromisos contraídos en los Acuerdos de Paz y cualquier otro que sea estipulado por la Ley. Tuvo a su cargo las funciones siguientes:
a) Coordinar todas las actividades y esfuerzos derivados de los Acuerdos de Paz, que los diferentes Ministerios y entidades de Gobierno deben realizar para impulsar planes y proyectos de desarrollo y reconciliación nacional;
b) Realizar las labores de seguimiento sobre el cumplimiento de los distintos compromisos adquiridos por el Gobierno de la República dentro de los diferentes Acuerdos suscritos en el proceso de paz;
c) Coordinar o concertar con entidades descentralizadas, autónomas, municipales y no gubernamentales, públicas y privadas, acciones que colaboren con los esfuerzos de desarrollo y reconciliación nacional necesarios para el logro y consolidación de la paz.

## Historia
La Secretaría de la Paz –SEPAZ-, fue creada en 1997, mediante el Decreto Número 17-97, del 12 de marzo de 1997, el cual fue sustituido por el Acuerdo Gubernativo Número 115-2001,del 13 de marzo de 2001, debido a que perdió vigencia el Decreto legislativo, aunque siguió funcionando años más tarde la Corte de Constitucionalidad declaró que las secretarías únicamente se podían crear por medio de Decretos Legislativos, a pesar de eso se concibió como una entidad de apoyo, asesoría y coordinación del cumplimiento de los compromisos gubernamentales originados de los Acuerdos de Paz, con dependencia inmediata del Presidente de la República y su actuación fue regulada a través del  Reglamento Orgánico Interno, el cual fue aprobado por medio del Acuerdo Gubernativo Número 430-2001, de fecha 18 de octubre de 2001.
El acuerdo mediante el cual fue creada está institución fue derogado mediante el Acuerdo Gubernativo 98-2020, pues no fue creada mediante decreto del Congreso de la República de Guatemala como lo manda la Constitución Política de la República de Guatemala.

## Misión y Visión

### Misión
“Somos la Institución que coordina, asesora e incide en la formulación de políticas, planes y proyectos de la institucionalidad del Estado para el cumplimiento de los compromisos de los Acuerdos de Paz y parar los conflictos armados hechos en todo el país"

### Visión
“Ser la Institución rectora del cumplimiento de los Acuerdos de Paz, para la construcción de una Cultura de Paz y Reconciliación Nacional”.

## Objetivos y Funciones
- Velar porque los planes, programas y proyectos elaborados y ejecutados por las dependencias del Organismo Ejecutivo, sean congruentes con las políticas de Gobierno relativas al cumplimiento de los Acuerdos de Paz.
- Coordinar las actividades y esfuerzos derivados de los Acuerdos de Paz que los Ministerios y entidades de Gobierno realicen para impulsar planes y proyectos de desarrollo, reconciliación nacional y cultura de paz.
- Dar apoyo técnico y brindar colaboración en general a los Ministerios y Entidades de Gobierno en la elaboración y ejecución de sus políticas, planes, programas y proyectos para darle cumplimiento a los Acuerdos de Paz.
- Dar seguimiento al cumplimiento de los distintos compromisos adquiridos por el Gobierno de la República en el marco de los Acuerdos de Paz.
- Coordinar y consensuar con entidades descentralizadas, autónomas, municipales y no gubernamentales, acciones que apoyen los esfuerzos de desarrollo y reconciliación nacional para el logro y consolidación de la paz.
- Desarrollar acciones de capacitación hacia los órganos de la administración pública  entidades no gubernamentales, nacionales e internacionales que contribuyan al cumplimiento de los compromisos derivados de los Acuerdos de Paz.
- Promover, gestionar, orientar, coordinar, acompañar, facilitar y monitorear con los organismos de Estado, sociedad civil, países cooperantes, comunidad internacional e instancias públicas o no gubernamentales en general acciones que contribuyan al cumplimiento de los compromisos de Paz.
- Someter a consideración de la Presidencia de la República, los anteproyectos de Ley, Reglamentos, Acuerdos Gubernativos y disposiciones en general, que estime convenientes o necesarios para el cumplimiento de sus objetivos.
- Dictaminar con la Secretaría de Planificación y Programación de la Presidencia de la República, respecto a planes y programas y proyectos de inversión que le den cumplimiento a los Acuerdos de Paz.
- Realizar cualquier otra acción o actividad dirigida a conseguir directa o indirectamente el cumplimiento de los Acuerdos de Paz.